# 広島電鉄2000形電車
広島電鉄2000形電車（ひろしまでんてつ2000がたでんしゃ）は、1960年に広島電鉄に新製配置、在籍中の路面電車車両である。

## 概要
1960年から1963年までに宮島線と市内線の直通車両として9両が製作された。
誕生当初は単行で運用され、直通灯もなく外装色も市内線と同じ色だったので、前回製作された850形→350形と比較して、モーター出力の強化、前照灯が埋め込み式1灯から外付け式1灯に変更された、車掌台の窓が横引き式に変更及び表示幕が追加された程度で、外観の違いは少なかった。
1次型の2001-2003と2次型の2004-2009の違いは、1次型はナニワ工機製のため床敷物がビニールとなっており、2次型は自社工場製のため床敷物が木製と仕様が異なっていた。
550形から続いていた、電照式のアクリル広告板も1両につき4ヶ所付けられた。運用末期頃には側面の電照式広告はほとんど入っておらず、一部を除いて白いアクリル板が取り付けられていた。また広告が入っていた場合でも、照明を点灯することはなくなっていた。
1962年に直通運用が始まった時に、外装色をオリエントピーチという淡いピンク色の地にライトベネチアンレッドの帯が入った直通色に変更、1967年に直通表示灯を追加した。
輸送力強化のため1974年に、2002-2009は2両編成化され永久連結化を行った。連結部分は危険防止のための扉が付けられ、安全のために扉は施錠することができた（その場合、貫通路上の「通行禁止」のランプが点灯する）。その時に1両余る形となって改造されなかった2001はしばらく単行で使われたが、その後事業用車に転用され、さらに台車に亀裂が見つかったことで長期にわたり休車状態になった。そして2003年に除籍・解体された。
連結改造された2002-2009は、1981年から1984年にかけて三菱電機の直流交流変換駆動方式（三菱MDA方式）CU77A集中型（21,000kcal/h×1）で冷房改造され、1985年には前照灯移動（屋根上1灯→前面窓下左右に1灯ずつ）と方向幕の大型化・位置変更（左側上部→中央上部）を行い、市内線車両と表情が変わっていった。
連結化改造された車両は2000年代まで全車残っていたが、PASPY導入の際、当形式のみICカードリーダーの取り付けがされず、2009年10月17日以降の営業運用は不可能になり、広島電鉄ホームページのPASPY導入の広報と同時に当形式の営業運行休止が記載された。
最初から宮島線への直通を前提として作られたため、3100形ともども吊り掛け駆動の路面電車としては珍しい電気制動を常用する仕組みとなっており、制動時に独特の音を発していた。吊り掛け駆動車で電気制動を常用する車両は日本では極めて少なく、他には遠州鉄道30形電車や箱根登山鉄道モハ1形電車、横浜市交通局1500型電車、京阪60型電車、京阪80型電車（箱根を除き現在全車廃車、かつ箱根も吊り掛けで残ったものは全滅）など数列がある程度であった。

## 各車状況
| 編成      | 車番 | 竣工            | 2両編成化      | 冷房改造       | 所属車庫 | 廃車年月       | 備考 |
| --------- | ---- | --------------- | -------------- | -------------- | -------- | -------------- | --- |
| 2001      | 2001 | 1960年 3月1日   | 未実施         | 未実施         |          | 2003年 10月    | 1974年に連結改造を行った際に余剰車となったために、改造されずに残った。当面は単行で運用されたが、やがて事業用車として、宮島線車両の千田車庫での検査時の牽引車として使用された。その後、台車に亀裂が見つかり、モーターを半分外した状態で休車になった。しばらくそのまま荒手車庫に残っていたが、2003年10月に除籍、解体された。 |
| 2002-2003 | 2002 | 1960年 3月1日   | 1974年 6月1日  | 1981年 7月22日 |          | 2010年 7月     | 2007年 9月6日に宮島線広電西広島駅構内で脱線。ATS車上子とブレーキ装置の一部を損壊したが、修復された。 2009年10月にPASPY対応工事から外れ営業運転休止 2010年7月に荒手車庫で車体塗色を変更し、荒手車庫から江波車庫へ回送（回送後に除籍）、その後広島県安芸郡坂町にあるパルティ・フジ坂の駐車場へ陸送された。2010年8月から2011年末ごろまでは同所で静態保存及び一般公開されていて、10:00 - 19:00の間は車内へ入ることが出来ていたが、その後車内は非公開となる。そして2013年10月に撤去・解体となった。 |
| 2002-2003 | 2003 | 1960年 3月1日   | 1974年 6月1日  | 1981年 7月22日 |          | 2010年 7月     | 2007年 9月6日に宮島線広電西広島駅構内で脱線。ATS車上子とブレーキ装置の一部を損壊したが、修復された。 2009年10月にPASPY対応工事から外れ営業運転休止 2010年7月に荒手車庫で車体塗色を変更し、荒手車庫から江波車庫へ回送（回送後に除籍）、その後広島県安芸郡坂町にあるパルティ・フジ坂の駐車場へ陸送された。2010年8月から2011年末ごろまでは同所で静態保存及び一般公開されていて、10:00 - 19:00の間は車内へ入ることが出来ていたが、その後車内は非公開となる。そして2013年10月に撤去・解体となった。 |
| 2004-2005 | 2004 | 1962年 11月5日  | 1974年 4月20日 | 1984年 8月1日  | 江波車庫 |                | PASPY対応工事から外れ2009年10月に営業運転休止 |
| 2004-2005 | 2005 | 1962年 11月2日  | 1974年 4月20日 | 1984年 8月1日  | 江波車庫 |                | PASPY対応工事から外れ2009年10月に営業運転休止 |
| 2006-2007 | 2006 | 1962年 11月10日 | 1974年 5月14日 | 1984年 8月8日  |          | 2012年 2月解体 | PASPY対応工事から外れ2009年10月に営業運転休止 2012年2月、荒手車庫から江波車庫へ回送され解体 |
| 2006-2007 | 2007 | 1962年 12月21日 | 1974年 5月14日 | 1984年 8月8日  |          | 2012年 2月解体 | PASPY対応工事から外れ2009年10月に営業運転休止 2012年2月、荒手車庫から江波車庫へ回送され解体 |
| 2008-2009 | 2008 | 1963年 2月13日  | 1974年 2月20日 | 1984年 8月25日 |          | 2012年 2月解体 | PASPY対応工事から外れ2009年10月に営業運転休止 2012年2月、荒手車庫から江波車庫へ回送され解体 |
| 2008-2009 | 2009 | 1963年 4月1日   | 1974年 2月20日 | 1984年 8月25日 |          | 2012年 2月解体 | PASPY対応工事から外れ2009年10月に営業運転休止 2012年2月、荒手車庫から江波車庫へ回送され解体 |

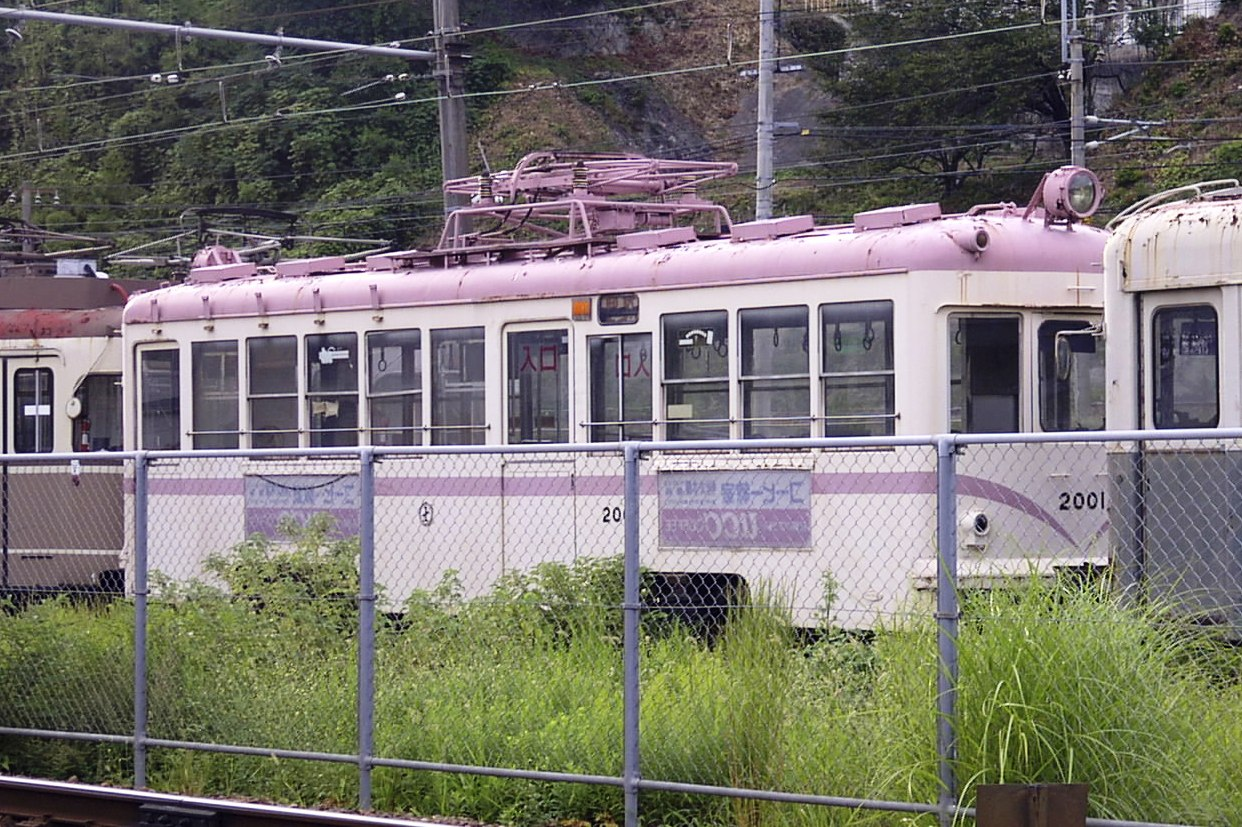
2001 荒手車庫 2002年10月撮影
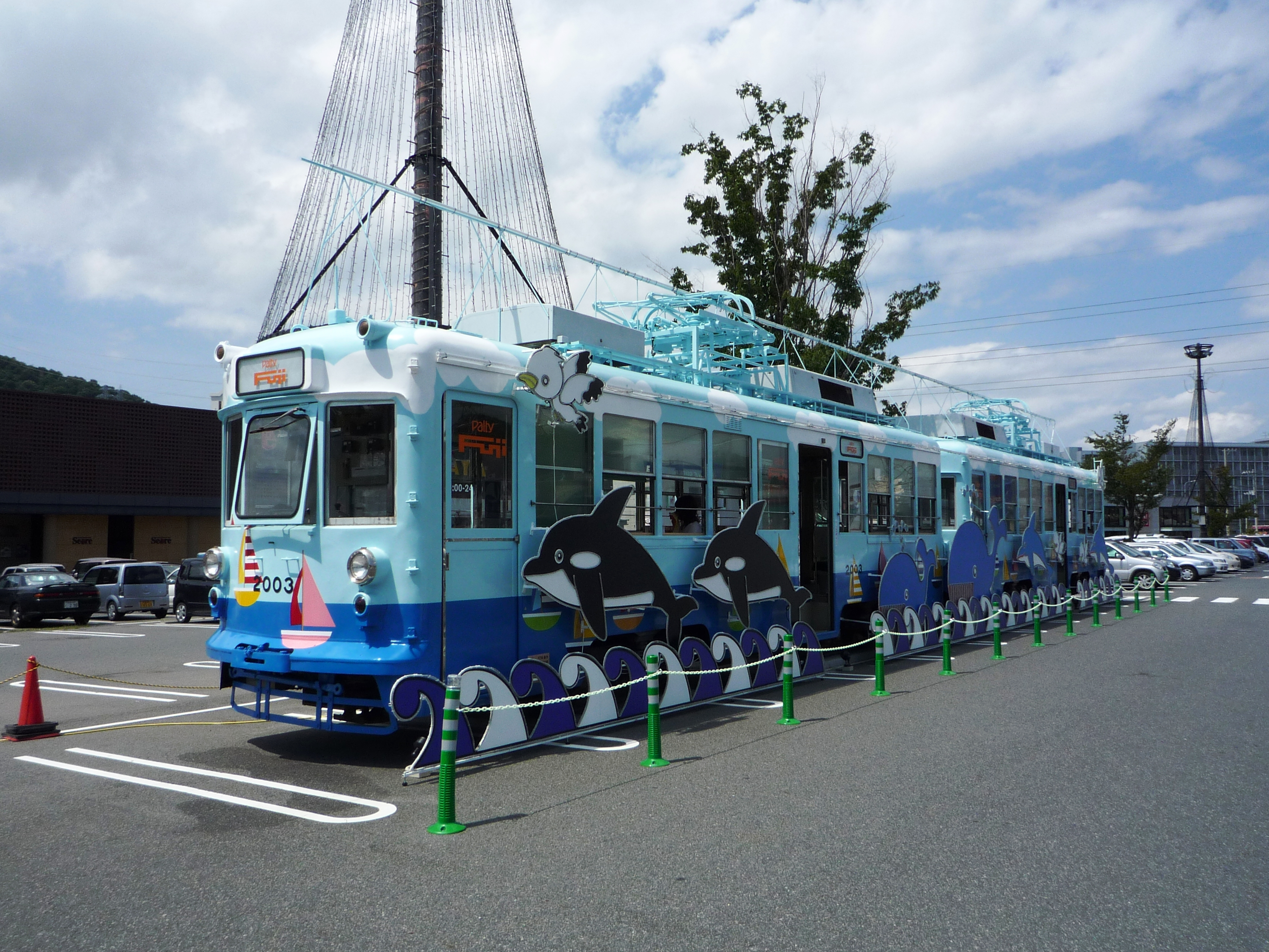
2002-2003編成　パルティ・フジ坂 2010年8月撮影
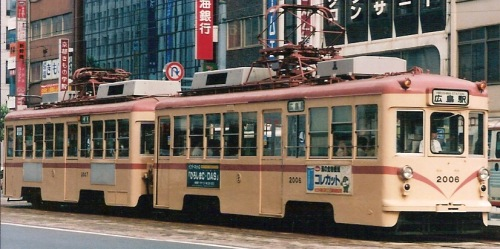
2006号-2007号編成 八丁堀 1998年9月撮影
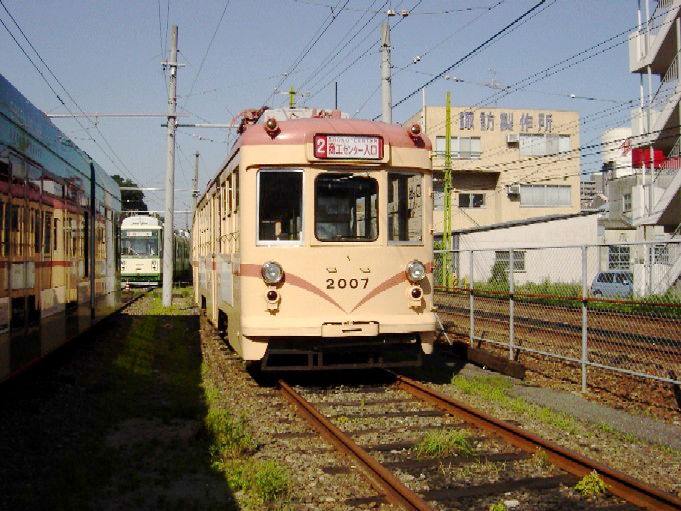
2007 荒手車庫（許可を得て撮影） 2004年6月撮影
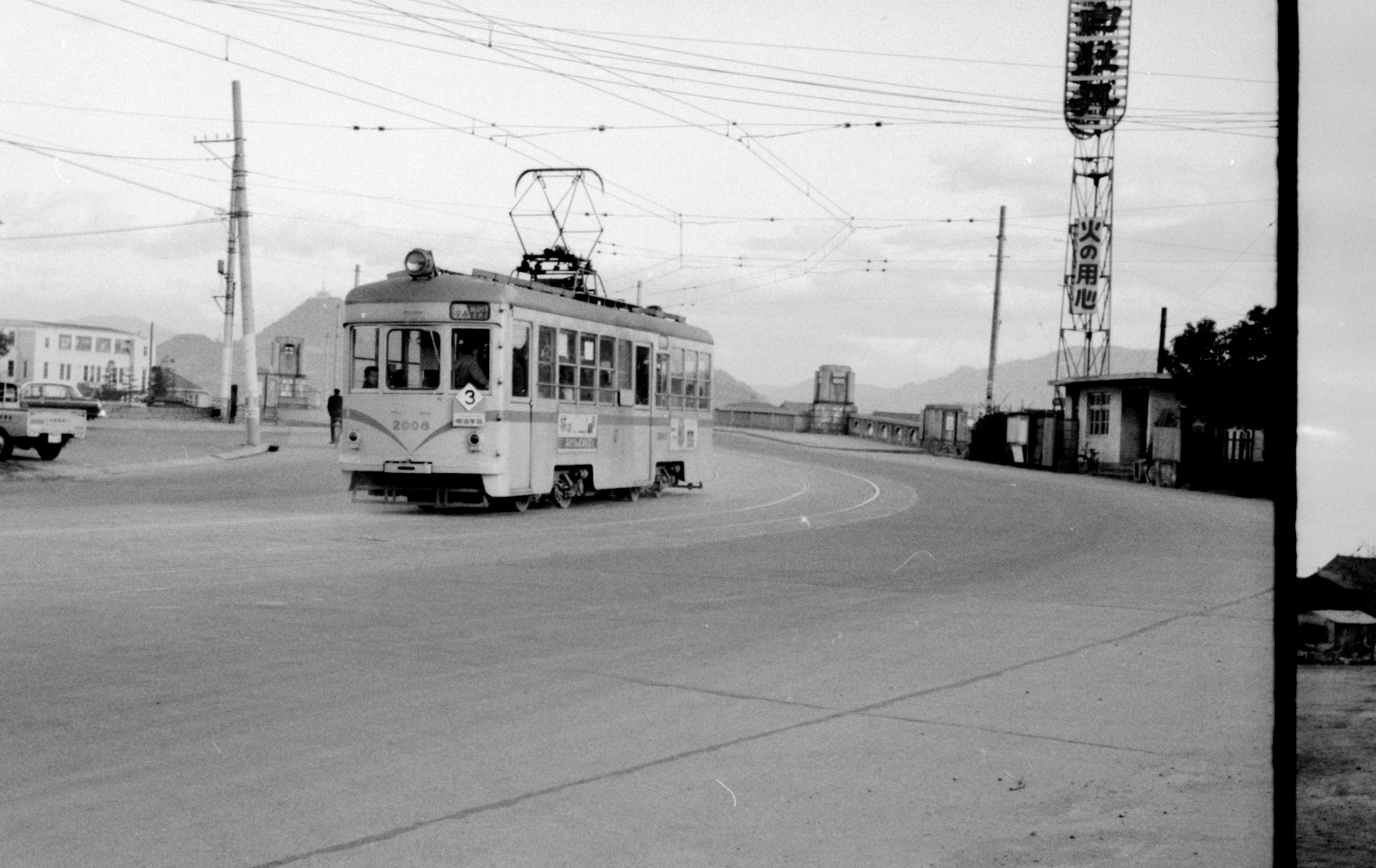
2008号車　昭和39年1月　御幸橋　宇品行き